# Годзилла против Мегалона
«Годзилла против Мегалона» (яп. ゴジラ対メガロ, англ. Godzilla vs. Megalon) — японский кайдзю-фильм режиссёра Дзюна Фукуды. Это тринадцатый фильм о динозавре Годзилле, второй о киборге Гайгане, а также первый о Мегалоне и Джет Ягуаре. В этом фильме Годзилла показан совершенно иначе нежели в предыдущих фильмах. Здесь он не свирепый монстр, а защитник людей, готовый прийти в любую минуту на помощь. В Японии фильм вышел в прокат 17 марта 1973 года.
Релиз фильма на DVD состоялся в 2006 году.

## Сюжет
1973 год. Использование атомного оружия сотрясает подземный мир Сеатопию, и его правители решают послать на поверхность страшного монстра Мегалона, чтобы он уничтожил человечество. В это время инженер Горо Ибуки проводит испытания робота Джет Ягуара. Когда появляется Мегалон, робот выходит из-под контроля, взлетает и отправляется на Остров монстров, чтобы позвать на помощь Годзиллу. За всеми действиями следят сеатопийцы. Видя, что их монстру противостоят Годзилла и сконструированный людьми робот, они просят помощи у союзников с другой планеты, и те посылают на Землю Гайгана, как годом ранее.

## В ролях
| Актёр             | Роль               |
| ----------------- | ------------------ |
| Кацухико Сасаки   | Горо Ибуки         |
| Хириюкэ Кавасэ    | Рокуро Ибуки       |
| Ютака Хаяси       | Хироси Дзинкава    |
| Роберт Дунэм      | император Сеатопии |
| Корато Томита     | агент Сеатопии     |
| Ульф Оцуки        | агент Сеатопии     |
| Гэнтаро Накадзима | водитель грузовика |
| Синдзи Такаги     | Годзилла           |
| Хидэто Одати      | Мегалон            |
| Цугутоси Комада   | Джет Ягуар         |
| Кэмпатиро Сацума  | Гайган             |

## История создания
Мегалон первоначально должен был появиться ещё в фильме «Годзилла против Гайгана», но он был убран из-за бюджетного ограничения. Количество главных монстров в новом фильме опять-таки не превышает четырёх, обитатели Острова монстров показаны мало, всего в нескольких сценах.
Изначально фильм планировали снять без Годзиллы. Главным героем должен был стать студент, занимающийся созданием робота Red Arone. Вскоре робот был переименован в Джет Ягуара, а фильм получил название «Джет Ягуар против Мегалона». Однако продюсер Томоюки Танака решил, что такой фильм вряд ли будет успешным, поэтому он обратился к сценаристу Синъити Сэкидзаве, и тот добавил в сценарий Годзиллу и Гайгана. Специально для фильма был изготовлен новый костюм Годзиллы (ставший известным как Megaro-Goji), на что ушла неделя, сама планировка фильма длилась три недели, в итоге на все работы ушло шесть месяцев.
Гайган и Мегалон были использованы для создания нескольких компьютерных игр. Джет Ягуар появлялся реже, он был воспринят фанатами как альтернатива к таким франшизам как «Ультрамен».
Актёр, изображающий Годзиллу, поменялся впервые с 1954 года. Теперь его сыграл Синдзи Такаги. Роль Гайгана, как и в предыдущем фильме, досталась Кэмпатиро Сацуме.

## Американская версия
В 1976 году фильм был показан в США. На постере фильма Годзилла и Мегалон изображены стоящими на зданиях Всемирного торгового центра. Это связано с тем, что в том же году вышел получивший широкую известность фильм «Кинг-Конг» Джона Гиллермина, в котором Кинг-Конг забирается как раз на эти небоскрёбы.
Это один из последних фильмов с Годзиллой, в американской версии которого некоторые персонажи носят другие имена. Так, робот Джет Ягуар был переименован в «Человекоробота» (Robotman).
В американском прокате фильм имел огромный успех, за первые три дня показа он собрал 383 744$ в Техасе и Луизиане, в Японии было продано лишь 980 000 билетов. Это чуть ли не единственный фильм с Годзиллой, набравший в Японии так мало просмотров.

## Критика
Фильм получил в основном отрицательные отзывы. Фанатам не понравился костюм Годзиллы, сделанный, по их словам, «немного по-детски». Отрицательные отзывы получил и робот Джет Ягуар, по их словам, «портящий атмосферу фильма своим человекообразным видом».